# Phù Yên (thị trấn)
Phù Yên là thị trấn huyện lỵ của huyện Phù Yên, tỉnh Sơn La, Việt Nam.

## Địa lý
Thị trấn Phù Yên có vị trí địa lý:
- Phía bắc và phía đông giáp xã Quang Huy
- Phía nam giáp xã Quang Huy và xã Huy Bắc
- Phía tây giáp xã Huy Bắc.

Thị trấn Phù Yên có tuyến quốc lộ 37 chạy dọc theo chiều bắc - nam. Thị trấn có suối Ngọt chảy qua khu vực trung tâm. Thị trấn Phù Yên có diện tích 1,05 km², dân số là khoảng 6.785 người, mật độ dân số đạt 6.462 người/km².

## Lịch sử
Thị trấn Phù Yên được thành lập vào ngày 13 tháng 4 năm 1977 trên cơ sở một phần diện tích và dân số của xã Quang Huy.

## Hành chính
Thị trấn Phù Yên được chia thành 16 khối phố đánh số từ 1 đến 16.